# Aperusia albifascia
Aperusia albifascia är en fjärilsart som beskrevs av Paul Dognin 1918. Aperusia albifascia ingår i släktet Aperusia och familjen mätare. Inga underarter finns listade i Catalogue of Life.